# Бубчиков, Иван Иосифович
Иван Иосифович Бубчиков (30 января 1885, дер. Лукановка, Калужская губерния — 16 апреля 1947, Винница) — начальник укладочного поезда строительства № 2. Герой Социалистического Труда.

## Биография
Родился 30 января 1885 года в деревне Лукановка в крестьянской семье. Из-за бедности родителей вынужден был бросить учёбу в двухклассном училище и уйти на заработки.
Уехал в Сибирь, на Транссибирскую магистраль, работал на строительстве второго пути Кругобайкальской железной дороги. Сперва был рядовым рабочим, затем старшим по возведению земляного полотна, десятником.
В 1907—1909 годах проходил срочную службу в армии, в 4-м Восточно-Сибирском полку в городе Никольск-Уссурийский. После демобилизации вернулся в Забайкалье, в 1911 году уже занимал должность прораба карьера Западно-Уральской дороги, а позднее руководил земляными работами на Амурской магистрали.
Участник Первой мировой войны. В 1915—1918 годах проходил службу в 3-м тепловозном железнодорожном батальоне в районе Дубно, участвовал в боях на Юго-Западном фронте, в Брусиловском прорыве. В 1918 году работал помощником заведующего укладкой пути на Казанско-Екатеринбургской железной дороге.
В 1921 году, как опытный путеец, был откомандирован на строительство железнодорожной линии Петропавловск — Кокчетав. Здесь он заведовал укладкой колеи. Стройка, в связи с разразившимся в Поволжье голодом, имела особое значение и велась ударными темпами. На 20 дней раньше установленного срока рельсовый путь достиг Кокчетава.
В 1925—1926 годах И. И. Бубчиков — прораб земляных работ и строительства искусственных сооружений на линии Нижний Новгород — Котельнич. В феврале 1927 года с первой группой добровольцев он прибыл в Семипалатинск, на строительство Турксиба. Поступив простым строительным рабочим, он вскоре стал артельным старостой. Через некоторое время ему было поручено командовать Северным укладочным городком. Строители вели линию от Семипалатинска ударными темпами, со средней скоростью 3,5 км в сутки. Весной 1930 года был забит «серебряный костыль», Бубчиков был награждён орденом Трудового Красного Знамени.
В июне 1930 года Бубчиков был назначен заведующим укладкой второго пути Башжелдорстроя, руководил работами на участках Челябинск-Кинель, Карталы-Магнитогорск. Позднее руководил укладкой рельсошпальной решетки на линиях Караганда-Балхаш, Уральск-Илецк, Саратов-Ртищево. Работая на строительстве магистрали Москва-Донбасс впервые в стране применил механическую укладку пути используя путеукладчик.
В 1937 году Бубчиков был назначен начальником укладки линии Канаш-Чебоксары, потом заместителем начальника и начальником второго участка Волжского строительно-монтажного треста. В марте 1939 года — начальником строительного управления на линии Акмолинск-Карталы. В начале 1940 года под его руководством сдали в эксплуатацию последние 20 км, менее чем за год была сооружена линия протяженностью 806 км, важная для доставки кратчайшим путём карагандинского угля к домнам Магнитогорска.
Весной 1940 года путеукладочный поезд Бубчикова работал на станции Волховстрой Октябрьской железной дороги, летом — сооружал линию Арциз-Измаил. Затем был направлен в Белоруссию.
С первых дней Великой Отечественной войны путеукладочный поезд восстанавливал разрушенной вражескими бомбардировками колею. В августе был перебазирован на Урал, в район города Нижний Тагил. В октябре 1941 года коллектив Бубчикова был включен в состав Военно-эксплуатационного отделения № 12 и переброшен на строительство линии Ахтуба-Сталинград. Эта дорога была единственной соединявшей Сталинград с востоком страны и впоследствии сыграла важную роль в Сталинградской битве. Первый грузовой поезд прошел 7 декабря 1941 года, и в дальнейшем уже действующая ветка продолжала достраиваться и расширяться. Самоотверженно на этом строительстве работала путеукладочная колонна Бубчикова.
С января 1942 года путеукладочная колонна Бубчикова перебрасывалась с одного строительства на другое, и все объекты были важные для фронта и срочные. Линия Кизляр-Астрахань, в кратчайшие сроки в голой степи были уложены 52 км пути. Когда летом 1942 года вышли на Северный Кавказ именно по этой ветке пошли из Баку составы с нефтью. Затем участок Крымская-Тамань, севернее Новороссийска, где шла подготовка к Керченско-Феодосийской операции. И вновь ветка Кизляр-Астрахань, где летом 1942 года путейцам уже приходилось браться за оружие, отражая атаки отдельных разведотрядов противников.
Когда линия фронта подошла близко, путеукладчик Бубчикова перешел через паромную переправу на левый берег Волги, на участок Пугачев-Чапаевск. Но вскоре срочно был переброшен на Урал, на строительство дороги Алапаевск — Сосьва. Эта линия, заложенная ещё до войны, открывала кратчайший путь к сырьевым запасам севера Свердловской области.
Указом Президиума Верховного Совета СССР от 5 ноября 1943 года «за особые заслуги в обеспечении перевозок для фронта и народного хозяйства и выдающиеся достижения в восстановлении железнодорожного хозяйства в трудных условиях военного времени» Бубчикову Ивану Иосифовичу присвоено звание Героя Социалистического Труда с вручением ордена Ленина и золотой медали «Серп и Молот».
В августе 1944 года И. И. Бубчиков был назначен заместителем начальника Управления строительно-восстановительных работ Винницкой железой дороги. В новой должности он восстанавливал и реконструировал участки пути на Западной Украине, по которым шло снабжение войск освобождавших Чехословакию и Польшу, штурмовавших Берлин.
Жил в городе Винница. Умер 16 апреля 1947 года. Похоронен на Центральном кладбище в Виннице.

## Признание
Награждён орденом Ленина, 2 орденами Трудового Красного Знамени, орденами Отечественной войны 1-й степени, «Знак Почета», медалями; двумя знаками «Почетный железнодорожник».

## Память
В память о подвиге героя-железнодорожника разъезд Мысы Свердловской железной дороги был переименован в станцию Бубчиково.